# 维克托·摩西
维克托·摩西（英語：Victor Moses；1990年12月12日—）曾是尼日利亞足球運動員，可擔任左翼鋒及翼衛，曾效力英格蘭足球冠軍聯賽球隊盧頓。
摩西斯曾代表英格蘭在多個青少年級別參加國際賽，於2011年獲尼日利亞徵召參加成年國際賽。

## 生平

### 球會
水晶宮
摩西斯在尼日利亞出生，在父母被殺後於11歲遷移到英國，以尋求庇護者身份暫居寄養家庭。他就讀於南諾伍德（South Norwood）的史坦利工業高校（Stanley Technical High School），在他參賽當地的「坦德里奇聯賽」（Tandridge League）時，主場塞尔赫斯特公园球场（Selhurst Park）與其學校僅相距數條街的水晶宮的球探在觀察他比賽後滿意其表現，向他提供水晶宮青訓學院名額，摩西斯欣然接納。
在加盟水晶宮後不久，摩西斯獲推薦轉到克洛敦（Croydon）的私立惠特吉夫特学校（Whitgift School）就讀，該校的足球隊由前水晶宮球員及教練斯蒂夫·肯伯（Steve Kember）和前阿仙奴及車路士球星科林·帕特斯（Colin Pates）任教，期望學校的優良師資及設備能使摩西斯更上一層樓。
摩西斯在14歲時為水晶宮14歲以下少年隊射入50球而逐漸為人所識，更協助校隊贏取無數錦標，包括一場在莱斯特獲加球場（Walkers Stadium）舉行的全國性盃賽決賽，摩西斯個人包辦五球擊敗穿著紅色球衣來自东北林肯郡的曉寧學校（Healing School），賽後《格里姆斯比電訊晚報》（Grimsby Evening Telegraph）大字標題：「神聖的摩西斯——神奇球員分開紅海」（Holy Moses - Wonder Player Parts Red Sea）。
摩西斯的表現使他得以於2007/08年球季躋身一隊陣中，但由於為英格蘭U17參賽世少盃受傷而缺席季初的比賽。他於2007年11月6日首次上陣，於作客卡迪夫城的聯賽下半場後補入替另一名小將约翰·保斯托；2008年3月1日聯賽作客普雷斯頓首次正選上陣3月12日對前列球隊西布朗射入首個入球為球隊扳平1-1完場，賽後領隊尼尔·沃诺克（Neil Warnock）稱讚陣中年青小將，並稱摩西斯為球隊「喼帽上新的一條羽毛」（another feather in the cap）。到季末只餘4場聯賽，水晶宮穩佔最後一個升班附加賽席位的聯賽第6位，4月12日摩西斯忍受傷痛，交出一個助攻協助球隊2-0擊敗斯肯索普，並將對手踢返英甲；4月19日作客屈福特射入個人第二球，2-0獲勝並追至與對手相差僅1分；雖然1-2負於侯城，但煞科日5-0大勝一早有球員被罰離場的般尼，摩西斯射入球隊本場的第二球，最終以第5位的成績晉身升班附加賽。水晶宮在附加賽準決賽兩回合累計2-2，於加時負於布里斯托城，未能更進一級。季後摩西斯與水晶宮簽訂四年長約。
翌季摩西斯的表現大滑坡，雖然持續取得正選上陣的機會，整季上陣32場，僅射入兩球，更於季末對打比郡被逐離場，而水晶宮亦只獲得令人失望的第15位結束球季。
2009/10年球季季初摩西斯仍然未有起色，首3個月上陣12場還沒有取得入球，直到2009年11月28日主場對屈福特，於開賽後僅兩分鐘先拔頭籌兼打破入球荒，以3-0大勝對手慶祝領隊沃诺克第100場執教水晶宮；狀態冒進的摩西斯在12月8日作客4-2擊敗雷丁中梅開二度，深陷財困的水晶宮可能需要出售摩西斯以解燃眉之急。12月19日在對班士利於禁區邊緣倒掛射入為球隊扳平1-1；12月26日對葉士域治於完場前補時射入為球隊鎖定3-1勝局。摩西斯在冬季轉會窗成為多支英超球隊的收購目標，而水晶宮連續兩個月拖欠球員薪金，領隊沃诺克承認如果球隊需要出售球員套現，摩西斯將會是頭號人選。傳聞沒有影響摩西斯的表現，於2010年1月16日一箭定江山協助球隊1-0作客擊敗普利茅夫，是近8場聯賽射入的第5球。1月23日摩西斯在英格蘭足總盃第四圈作客2-2賽和狼隊最後一次為水晶宮上陣，據稱有多達20名球探到場觀察他的表現。由於在12月份6場聯賽中射入4球，摩西斯獲選首次頒發的「可口可樂足球聯賽每月最佳青年球員」（Coca-Cola Football League Young Player of the Month Award）。
韋根
2010年1月27日水晶宮因債務重組而被接管，3支英冠球隊包括諾定咸森林、西布朗及紐卡素競逐收購摩西斯，水晶宮托管人更阻止沃诺克選派摩西斯上陣，避免因傷而影響交易，隨著水晶宮進入債務重組，摩西斯的叫價亦由原先的500萬英鎊調低至僅200萬英鎊。2月1日轉會窗關閉前一天，摩西斯轉投英超球會韋根，簽約三年半，轉會費雖然沒有透露，但水晶宮領隊沃诺克較早前表示摩西斯將以250萬英鎊加盟一支英超球隊。他於2月6日作客對新特蘭，完場前後補入替洛達列加首次亮相英超。5月3日主場對侯城，摩西斯為韋根先拔頭籌，射入加盟後首個英超入球，最終2-2賽和兼確定將對手踢落英冠。
2010/11年球季季初摩西斯受傷患困擾，仍在2010年8月24日英格蘭聯賽盃次圈作客3-0擊敗射入1球；11月13日聯賽主場迎戰西布朗，半場入替的摩西斯於70分鐘射入奠勝球。摩西斯本季在韋根聯賽陣中主要擔任後補角色，但在聯賽盃成為主力球員，更協助球隊晉級半準決賽，11月30日作客挑戰阿仙奴爭奪四強席位，不幸勇戰受傷離場，更被對手以2-0淘汰出局，賽後證實肩膀脫臼，需要養傷4-6星期。
史篤城
2014/15球季，車路士將摩西斯外借至英超球會史篤城一個球季。
車路士
2015年8月中，摩西斯完成史篤城的租借期，重返母隊車路士。

### 國家隊

#### 英格蘭
16歲及17歲以下
摩西斯雖然在尼日利亞出生，但仍獲挑選代表移居國英格蘭參加國際賽。2005年代表英格蘭U16贏得勝利盾（Victory Shield）。其後升上U17國家隊，獲選隨隊參賽2007年在比利時舉行的歐洲U-17足球錦標賽，摩西斯在分組賽4-2擊敗荷蘭梅開二度，而英格蘭亦以小組首名出線兼獲得2007年世少盃參賽權；準決賽摩西斯一箭定江山，1-0小勝法國晉級決賽，對手是由保贊領軍的西班牙，結果0-1落敗屈居亞軍，但摩西斯仍以3個入球與德國的卻奧斯併列賽事的「金靴獎」得主。
同年夏季摩西斯繼續入選在南韓舉行的世少盃，摩西斯在分組賽首兩戰分別對北韓及紐西蘭合共攻入3球，但在最後一場分組賽2-1擊敗巴西卻受傷離場，更不能參與餘下的賽事，英格蘭出線淘汰賽階段後3-1擊敗敘利亞，但八強1-4負於德國止步，摩西斯仍以3個入球成為隊中首席射手。
19歲及21歲以下
摩西斯順利升上英格蘭U19參賽2008年歐洲U-19足球錦標賽，並出席在捷克舉行的決賽週，英格蘭在分組賽僅排第3位未能出線，摩西斯上陣兩場並交出1個助攻。2009年歐洲U-19足球錦標賽亦有出戰在北愛爾蘭舉行的外圍賽，及在英格蘭本土舉行的第二階段外圍賽，但因傷落選在烏克蘭舉行的決賽週。
摩西斯其後獲徵召加入英格蘭U21，於2010年8月10日在對烏茲別克的友誼賽首次上陣。

#### 尼日利亞
2011年年初尼日利亞新任領隊桑松·希亚希亚（Samson Siasia）徵召摩西斯入伍參加在美國對危地馬拉的友誼賽，賽事其後取消，改在本土對塞拉利昂，但摩西斯臨陣退縮沒有赴會。但「超霸鷹」沒有放棄，於2011年3月21日再次邀請摩西斯參加主場對埃塞俄比亞的2012年非洲國家盃外圍賽，摩西斯隨即趕赴阿布贾會合大隊。雖然摩西斯擁有雙重國籍兼從未為英格蘭大國腳上陣，但尼日利亞仍需向國際足協提出轉籍申請獲批後才可選派他上陣，惟直到3月23日國際足協仍沒有接獲相關申請，直到11月1日國際足協終於澄清摩西斯可以代表尼日利亞參賽，並於11月3日再度獲得徵召入伍備戰對博茨瓦納和贊比亞的友誼賽，但他在球隊集合前一天藉詞搬家而退隊，尼日利亞足球協會技術委員會主席基斯·格連（Chris Green）認為理由「荒謬」。

## 榮譽
尼日利亞
- 非洲國家盃冠軍（1）：2013年

車路士
- 冠軍（1）：2013年
- 英格蘭足球超級聯賽冠軍（1）：2016/2017

国际米兰
- 欧足联欧洲联赛亞軍：2019-20賽季

個人
- 歐洲U-17足球錦標賽金靴獎：2007年
- 英格蘭聯賽每月最佳青年球員：2009年12月
- 非洲國家盃公平競技獎 : 2013年

## 外部連結
- 韋根官網簡歷
- 足球数据库：域陀·摩西斯的球员统计数据